# Осада Сан-Себастьяна (1719)
Осада Сан-Себастьяна (исп. San Sebastián) произошла в 1719 году во время Войны четверного альянса. Французские войска под командованием герцога Бервика осадили испанский город Сан-Себастьян и взяли его после полутора месяцев осады.
Союзники планировали атаковать саму материковую Испанию, чтобы попытаться ускорить окончание войны. В сентябре 1718 года французский регент герцог Орлеанский приказал Бервику начать подготовку вторжения в северную Испанию, и в апреле 1719 года французские войска начали переход границы.
Французским войскам удалось взять укрепления, позволившие им перейти реку Бидасоа возле Хондаррибии. Были захвачены обширные военно-морские склады, в том числе шесть строящихся военных кораблей. Затем была отброшена контратака испанского гарнизона Сан-Себастьяна. Выйдя из Ируна, Бервик осадил Хондаррибию и захватил ее 18 июня. Это позволило ему продвинуться на Сан-Себастьян с обеспеченным тылом. Испанские силы численностью 13 000 человек под командованием короля Филиппа V собрались в Памплоне и двинулись к Лессаке, но затем отступили, когда до них дошли новости о падении Хондаррибии.
Французы вошли в Сан-Себастьян 30 июня и начали размещать батареи вдоль реки Урумеа, где Бервик считал стены города наиболее уязвимыми. Задержка из-за сильного дождя замедлила рытье траншей, и только 25 июля французская артиллерия смогла открыть огонь по стенам. Осадные орудия быстро пробили брешь и били по ней до тех пор, пока не стал возможным штурм. Как было принято в то время, испанский комендант Александро де ла Мотте потребовал переговоров, и его гарнизону было разрешено отступить в цитадель, оставив остальную часть города под контролем французов.
Цитадель была удачно расположена на высоком скалистом холме, что делало ее более сложной для штурма. Бервик обстрелял цитадель из мортир, но это мало повредило укрепления. Бервик считал, что, возможно, потребуется заблокировать её, чтобы она сдалась после истощения припасов.
Через три дня после того, как французы начали осаждать цитадель, защитники предприняли внезапную вылазку и сумели нанести потери осаждающим. Однако им не удалось разрушить осадные сооружения, и они были отброшены с тяжелыми потерями.
Основная испанская армия под командованием Филиппа оставалась в Памплоне, не предпринимая никаких усилий по выручке гарнизона.
11 августа отряд из 750 французских пехотинцев в сопровождении британского флота предпринял успешную атаку на портовый город Сантонья на побережье, за Бильбао, и нанес ему больший ущерб, уничтожив испанские военно-морские предприятия.
Тем временем Бервик наконец смог установить возле цитадели батареи с дальнобойными орудиями и начать новый обстрел из мортир. Он нанес больший ущерб, в частности, одним выстрелом был уничтожен пороховой погреб, другим — провиантский магазин. Боевой дух гарнизона упал, и комендант согласился на капитуляцию. Испанцы сдались, но им разрешили выйти с воинскими почестями.
После захвата Сан-Себастьяна Бервик получил приказ продвигаться в сторону Каталонии и захватить города Урхель и Росас на севере провинции. Он захватил первый, но плохая погода вынудила его отказаться от осады последнего.
В это же время времени британские войска провели успешную десантную операцию и захватили Виго. Попытка испанцев начать встречное вторжение в Бретань потерпела неудачу. Всё это побудило испанцев искать условия мира, и война закончилась подписанием Гаагского договора в 1720 году. По условиям мирного соглашения Сан-Себастьян и другие территории, оккупированные Францией, были возвращены Испании.